# اسین انگین
اسین انگین (ترکی استانبولی: Esin Engin; ۱۷ مهٔ ۱۹۴۵ – ۴ مهٔ ۱۹۹۷) آهنگساز، موسیقی فیلم، تنظیم، موسیقی‌دان اهل ترکیه بود. وی بین سال‌های ۱۹۶۸ تا ۱۹۹۶ میلادی فعالیت می‌کرد.